# 波盧尼奇涅
50°15′18″N 25°13′24″E / 50.25500°N 25.22333°E
波盧尼奇涅（烏克蘭語：Полуничне），是烏克蘭西北部的村莊，隸屬里夫內州的杜布諾區。該村始建於1570年，面積0.544平方公里，海拔高度210米，2001年人口128，人口密度每平方公里235.3人。